# Luka Grbić
Luka Grbić (Beograd, 15. prosinca 2000.) srbijanski je filmski, televizijski i kazališni glumac.
Rođen je 15. prosinca 2000. u Beogradu. Diplomirao je 2022. godine na Fakultetu dramskih umjetnosti u klasi profesora Srđana Karanovića. Bio je stipendist fondacije kazališta Beogradsko dramsko pozorište od lipnja 2021. godine do studenog 2022. godine. Stalni je član glumačkog ansambla kazališta Atelje 212 od studenog 2022. godine.

## Filmografija

### Televizijske uloge
- "Što se bore misli moje" (2024.)
- "Poseta" kao Miljan (2023.)
- "Bunar" kao Darko (2022.)
- "Južni vetar 2: Ubrzanje" kao Nenad Maraš (2022.)
- "Tajne vinove loze" kao Ivan Tomović (2021. - )
- "Južni vetar" kao Nenad Maraš (2020.)
- "Švindleri" kao Sašica Nastić (2019. - 2020.)
- "Biser Bojane" kao mladi Nikola Popović (2019.)

### Filmske uloge
- "Što se bore misli moje" (2023.)
- "Južni vetar 2: Ubrzanje" kao Nenad Maraš (2021.)
- "Južni vetar" kao Nenad Maraš (2020.)